# علاء الدين الكاساني
علاء الدين الكاساني أو الكاشاني (ت 587 هـ/ 1191 م) فقيه حنفي مشهور من أهل حلب، أحد كبار فقهاء الحنفية في عصره لقب بملك علماء الحديث، ومدرّس المدارس الحنفية بحلب والرقة، وهو صاحب أعظم كتاب في فقه الحنفية واسمه بدائع الصنائع في ترتيب الشرائع، وكان الشيخ مصطفى الزرقا يثني عليه كثيراً ويعتبره من أعظم ما كتب في الفقه الحنفي.

## نسبه
هو الإمام علاء الدين أبو بكر بن مسعود بن أحمد الكاساني، وسُمي بالكاساني نسبة إلى كاسان، حيث كانت أسرته تقيم وتنتمي أسرته لدار الإمارة فيها، وكاسان كما قال السمعاني في الأنساب: بفتح الكاف والسين بينهما الألف والنون في آخرها، وقد يقال لها: «قاشان» أحيانًا، وهي بلدة حدد الجغرافيون المسلمون مكانها في بلاد ما وراء النهر، وهي قلعة حصينة، وتعرف اليوم باسم «قازان» في جنوب شرق أوزبكستان.

## طلبه للعلم
اجتهد الإمام الكاساني في طلب العلم منذ الصغر، فحفظ القرآن الكريم، ثم ارتحل إلى بخارى، واشتغل فيها بطلب العلم على علمائها، واستقر به المقام على شيخه وأستاذه الإمام علاء الدين السمرقندي، وقرأ عليه معظم تصانيفه مثل التحفة في الفقه الحنفي، وشرح التأويلات في تفسير القرآن العظيم، وغيرها من كتب الأصول. وسمع الحديث منه ومن غيره من العلماء، وبرع في علمي الأصول والفروع، وزوجه السمرقندي ابنته فاطمة العالمة الفقيهة، ويروى في هذا الزواج أن فاطمة كانت من حسان النساء، وكانت فقيهة أخذت الفقه عن أبيها، وحفظت كتاب التحفة الذي ألفه والدها. تقدم للزواج منها جماعة من ملوك الروم، فامتنع والدها عن تزويجها بأحدهم، ولما جاء الكاساني ولزم والدها وتعلم العلم على يديه، وبرع في العلم أصولاً وفروعاً، وصنف كتاب البدائع في شرح كتاب شيخه «التحفة»، وعرض الكتاب على شيخه، فرح الشيخ بتلميذه وزوجه ابنته، وجعل مهرها منه ذلك الكتاب، فقال فقهاء عصره: «شرح تحفته وتزوج ابنته»، وكان الكاساني يحترمها ويكرمها، ويأخذ برأيها في الفُتيا إذا عرض له شيء من الوهم، فكانت ترده إلى الصواب، وتُعلمه بوجه الخطأ، فيرجع إلى قولها، وكانت الفُتيا تخرج وعليها توقيع والدها وزوجها وتوقيعها، أما شيخه السمرقندي فكان الكاساني يحترمه ويجله، وكان يقول فيه: «أستاذي الشيخ الأجل الزاهد علاء الدين رئيس أهل السنة محمد بن أحمد السمرقندي رضي الله عنه..»، وظل هكذا حتى لقى السمرقندي ربه في عام 450هـ، الموافق عام 1145م.

## تلاميذه
من تلاميذه: القاضي جمال الدين الغزنوي.

## علمه ومصنفاته
جمع الكاساني بين الحديث والفقه والتفسير وكان فقيهًا حنفيًا صاحب علم بالمذهب، وبمنهج الإمام أبي حنيفة، ويروي ابن قطلوبغا صاحب كتاب تاج التراجم في طبقات الحنفية: «قدم الكاساني دمشق فحضر إليه الفقهاء وطلبوا منه الكلام، فعينوا مسائل كثيرة، فجعل يقول ذهب إليها من أصحابنا فلان وفلان فلم يزل كذلك حتى إنهم لم يجدوا مسألة إلا وقد ذهب إليها واحد من أصحاب أبي حنيفة، فانفض المجلس..». وجريًا على سنة علماء عصره كان الكاساني ينظم الشعر، ووجدت له بعض الأشعار على ظهر نسخة كتاب «بدائع الصنائع»، يقول في أبيات منها:
وصنف الإمام الكاساني كتبًا في الفقه والأصول منها: كتابه في الفقه الحنفي الذي كان سببًا في زواجه، والذي سماه «بدائع الصنائع في ترتيب الشرائع»، وكتاب «السلطان المبين في أصول الدين»، وكتاب «المعتمد من المعتقد»، وغيرها من الكتب. والإمام الكاساني كان حريصًا على العلم والتعلم لا يمنعه عنه مانع، ودليل ذلك أنه لما ألم به مرض النقرس كان يعرض له الألم، فيأمر من حوله بأن يحمل في محفة ويخرج إلى الفقهاء، ويقدم درسه، ولا يمنعه المرض عن أداء واجبه التعليمي، ولا يذكر أنه تخلف عنه مرة حتى مات.

## علاقتهبالدولة السلجوقية
بعد أن أصبح الكاساني ذا مكانة عظيمة في العلم، وصار مشهورًا في بخارى وغيرها من المدن المجاورة، وذاع صيته، غادر بخارى مع زوجته إلى بلاد الروم، وهي ما يطلق عليها في ذلك الحين السلاجقة، التي بسطت نفوذها على جزء كبير مما نعرفه في يومنا هذا بتركيا، وكان سلطانها في تلك الفترة السلطان مسعود بن قلج أرسلان السلجوقي، وكانت بين السلطان وبين نور الدين محمود زنكي في حلب علاقات محبة ومودة، وتوطدت العلاقة أكثر عندما تعاونا على طرد الصليبيين من بيت المقدس، ولما قدم الكاساني على السلطان السلجوقي وجد لديه الاحترام والتقدير، خاصةً وأن الكاساني سليل إمارة والديه كما يصفه ابن العديم: «نخوة الإمارة، وعزة النفس»، «وكان يركب الحصان إلى أن مات، وله رمح يصحبه في الحضر والسفر».
وكان الكاساني صاحب علم غزير، متمكنًا من علمه، معتزًا بنفسه، وذات يوم جرت مناظرة بينه وبين الفقيه الشعراني — وهو من كبار فقهاء الدولة السلجوقية — " في "مسألة المجتهدين"، هل هما مصيبان أم أن أحدهما مخطئ؟ فقال الشعراني: "المنقول عن أبي حنيفة أن كل مجتهد مصيب". فرد الكاساني قائلاً: "لا بل الصحيح عن أبي حنيفة- وكان الكاساني حنفيًا- أن المجتهدين مصيب ومخطئ، والحق في جهة واحدة، وإن ما تقوله هو مذهب المعتزلة". وكان الكاساني صاحب غيرة على الدين، فلما اشتد الكلام بينه وبين الشعراني رفع عصاه، وأشار بها إلى الشعراني زاجرًا إياه على موقفه، ومصرًا على إثبات الحق الوارد عن أبي حنيفة. ولما علم السلطان السلجوقي الخبر انزعج لذلك؛ لأن في هذا زعزعة لسلطة الدولة، لاسيما أن الشعراني هو فقيه الدولة، ورمز احترامها؛ لكن الكاساني لم يخش في الحق أحدًا، ولم يرهب قوةً، واعترافًا من السلطان السلجوقي بمكانة الكاساني لم يقل له شيئًا، واحتار في الأمر، فاحتال وزيره في إخراج الكاساني، وقال للسلطان: أرسله إلى نور الدين محمود، وبذلك تتخلص منه، فأرسله السلطان رسولاً إلى نور الدين محمود في حلب.

## علاقته بالملكنور الدين زنكي
لما وصل الكاساني حلب قابله الملك نور الدين محمود لقاءً حسنًا، فأكرمه واحترمه وقدره، وأعجب فقهاء حلب بالكاساني، وسعة علمه، واجتمع الفقهاء، وطلبوا من الملك نور الدين أن يولي الكاساني مهمة التدريس بالمدرسة الحلاوية، فعرض عليه الملك، فقبل العرض ولكنه طلب رسولاً لكي يذهب إلى السلطان السلجوقي يستأذنه، ثم يعود بعد ذلك إلى حلب كي يتولى هذه المهمة التي ندب لها.
دخل الإمام المدرسة فأعجبته، وصدر أمر الملك بتعيين الكاساني بالمدرسة، وبُسطت له سجادة التدريس يجتمع حولها الفقهاء يتلقون عنه العلم، وعندما سافر الكاساني عائدًا إلى السلطان السلجوقي كانت السجادة تبسط وهو غائب، ويجتمع الفقهاء حولها تعبيرًا عن الحب والاحترام والتقدير الذي لقيه الإمام في حلب، ولا عجب فحلب واحدة من الحواضر الأدبية والعلمية في تاريخ الدول الإسلامية على مدار حُقبها.
أكرم الملك نور الدين الإمام وولاه بجانب التدريس بالمدرسة وتفويضه في نظرها زاوية الحديث بالمسجد الجامع؛ تقديرًا منه للإمام، ولما مرض الإمام بمرض التهاب المفاصل «النقرس» كان الملك نور الدين محمود يعوده في منزله؛ لأنه لا يطيق الحركة.

## ثناء العلماء عليه
- قال عنه الإمام البصراوي: «كان الكاساني لا يركب إلا الحصان، ويقول: لا يركب الفحل إلا الفحل، وكان هذا مستغربًا من الشيخ؛ لأن المتعارف عليه آنذاك أن يركب الفقهاء البغال والحمير تواضعًا، وكانت الخيول مركب الأمراء والجنود، وكان له رمح لا يفارقه، وكان شجاعًا، وكان لا يأكل عمره إلا اللحم المطبوخ بالماء والحمص، رحمه الله».
- وقال عنه ابن قطلوبغا في تاج التراجم: «كان للكاساني وجاهة وخدمة وشجاعة..».

## وفاته
توفى الإمام الكاساني بعد ظهر يوم الأحد العاشر من رجب عام 587هـ، ودفن بمقبرة مخصصة للحنفية داخل مقام إبراهيم ﷺ بظاهر حلب، إلى جانب زوجته فاطمة. ويروي ابن العديم عن وفاة الكاساني فيقول: "سمعت ضياء الدين محمد بن خميس الحنفي يقول: حضرت الشيخ الكاساني عند موته، فشرع في قراءة سورة إبراهيم حتى انتهى إلى قول الله تعالى: "يثبت الله الذين آمنوا بالقول الثابت في الحياة الدنيا وفي الآخرة". فخرجت روحه عند فراغه من قوله: "وفي الآخرة"، ووصى أن يدفن بمسجد إبراهيم الخليل إلى جوار زوجته فاطمة السمرقندية فكان كذلك.